# Südatlantikwirbel

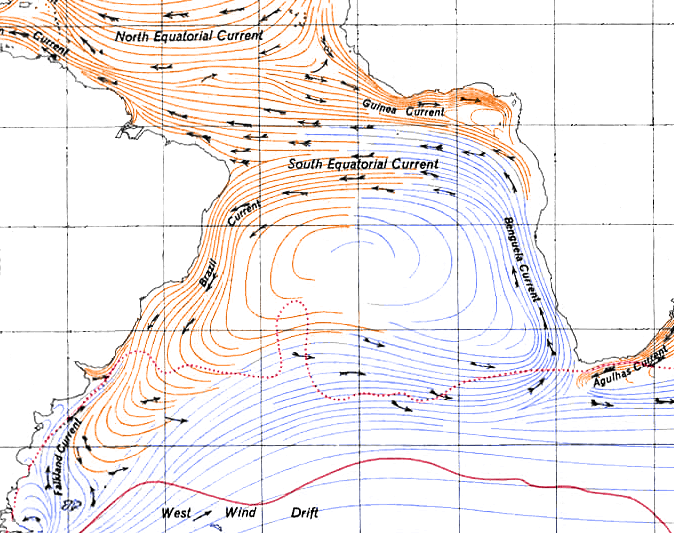
Der Südatlantikwirbel.

Der subtropische Südatlantikwirbel, manchmal auch: Südatlantischer Wirbel (englisch: South Atlantic Subtropical Gyre, SASG) ist eine großräumige ozeanische Zirkulation im Südatlantik, die zwischen etwa 10°S und 40°S liegt. Er ist Teil der globalen thermohalinen Zirkulation und spielt eine zentrale Rolle im interhemisphärischen Wärmetransport sowie in der Verteilung von Salz, Nährstoffen und CO₂.

## Struktur und Dynamik
Der Wirbel wird im Westen vom Brasilstrom (westlicher Randstrom, warm), im Süden vom Antarktischen Zirkumpolarstrom (ACC), im Osten vom Benguelastrom (östlicher Randstrom, kalt) und im Norden vom Südäquatorialstrom begrenzt. Der Wirbel ist antizyklonal, die Zirkulation verläuft also gegen den Uhrzeigersinn, charakteristisch für subtropische Wirbel auf der Südhalbkugel.
Die Zirkulation wird durch die Passatwinde und die Corioliskraft geprägt. Studien zeigen, dass der Wirbel eine ausgeprägte meridionale (nord-südliche) Variabilität aufweist, insbesondere während klimatischer Extremereignisse wie den Heinrich-Ereignissen.
Stramma und England (1999) zeigten auf Basis hydrographischer Daten, dass der SASG mehrere unterschiedliche Wassermassen umfasst, darunter das Antarktische Zwischenwasser (Antarctic Intermediate Water, AAIW) und das subtropische Oberflächenwasser. Diese Schichtung bestimmt die vertikale Struktur der Zirkulation und beeinflusst Klima- und Wetterprozesse.

## Veränderungen im 20. und 21. Jahrhundert
Neuere Studien dokumentieren eine deutliche Veränderung der SASG-Struktur im späten 20. Jahrhundert. Marcello et al. (2018) analysierten Daten der letzten Jahrzehnte und stellten fest, dass die nördliche Grenze des Wirbels nach Süden gewandert ist. Diese Verschiebung wurde mit einer allgemeinen Erwärmung des Südatlantiks und Veränderungen der Windspannung in Verbindung gebracht. Sie beobachten auch eine signifikante Schwächung des westlichen Randstroms, was auf eine veränderte Windantriebskraft hindeutet.
Drouin et al. (2021) ergänzen diese Erkenntnisse durch eine detaillierte Untersuchung langfristiger Trends und kurzfristiger Variabilität. Sie weisen darauf hin, dass die Stärke und Position des SASG starken interannuellen Schwankungen unterliegen, die mit der Atlantischen Multidekaden-Oszillation (AMO) sowie Veränderungen in der atmosphärischen Zirkulation korrelieren. Ein bemerkenswerter Befund ist die zunehmende Asymmetrie des Wirbels, was langfristige Konsequenzen für den Südatlantik als CO₂-Senke haben könnte.

## Paläoozeanographische Perspektive
Pinho et al. (2021) lieferten wichtige Erkenntnisse zur historischen Entwicklung des Südatlantikwirbels während der Heinrich-Stadiale, also während episodischer Abschmelzphasen im Nordatlantik, die zu einer starken Abschwächung der globalen meridionalen Umwälzzirkulation führten. Ihre Sedimentanalysen zeigen, dass sich die Position und Intensität des SASG während dieser Zeiträume markant veränderten. Diese Änderungen deuten auf eine hohe Sensitivität des Systems gegenüber Klimastörungen und interhemisphärischer Kopplung hin.

## Bedeutung für das globale Klima
Der SASG ist integraler Bestandteil der sogenannten Atlantischen Umwälzzirkulation (AMOC) und beeinflusst über den Wärmetransport das Klima Südamerikas und Südafrikas. Zudem hat der SASG eine zentrale Rolle im sogenannten „ocean conveyor belt“, insbesondere durch den Export salzhaltigen Wassers aus dem südlichen Atlantik in den Nordatlantik, wo es zur Tiefenwasserbildung beiträgt.
Langfristige Änderungen im SASG haben daher potenziell globale Konsequenzen. Sowohl die Erwärmung als auch die Änderungen in der Windantriebskraft könnten die Stabilität des gesamten atlantischen Zirkulationssystems beeinflussen.